# Drea de Matteo
Andrea Donna de Matteo (Queens, Nova Iorque, 19 de janeiro de 1972) é uma atriz estadunidense, atuou no filme New York, I Love You Pray for rock n roll, e também nas séries Os Sopranos como Adriana La Cerva e Desperate Housewives como Angie Bolen. Trabalhou recentemente na série Sons of Anarchy, no ar desde 2008 no canal FX. Ela faz o papel de ex-esposa e mãe do primogênito do personagem principal ao lado de Kristen Aliston, também trabalhou no seriado Joey que da sequência ao seriado Friends, em Joey ela faz o papel da irmã do personagem principal. Atualmente esta atuando na série Shades of Blue ao lado de Jennifer Lopez.